# Évillers
Évillers é uma comuna francesa na região administrativa de Borgonha-Franco-Condado, no departamento de Doubs. Estende-se por uma área de 13,02 km². Em 2010 a comuna tinha 380 habitantes (densidade: 29,2 hab./km²).